# Miloslav Dočkal
Miloslav Dočkal (6. dubna 1939 - 18. června 2006) byl český a československý politik Komunistické strany Československa, předseda Socialistického svazu mládeže, poslanec České národní rady a Sněmovny národů Federálního shromáždění za normalizace.

## Biografie
V průběhu vysokoškolského studia na Filosofické fakultě Masarykovy univerzity v Brně, obor český jazyk - historie, se stal členem KSČ. Po vojně působil jako odborný asistent v Ústavu marxismu-leninismu Vysoké školy zemědělské v Brně. Poté navštěvoval jednoroční kurz pro učitele marxismu-leninismu na Vysoké škole stranické (1963-1964), kde složil státní zkoušky z mezinárodního dělnického hnutí a zkoušku kandidátského minima pro dějiny KSČ. Poté začal pracovat v aparátu Československého svazu mládeže, kde působil ve vysokoškolské radě, odkud musel v březnu 1968 na naléhání reformně smýšlejících členů studentského hnutí odejít.
V období normalizace přešel do nově vzniklého Socialistického svazu mládeže (SSM). letech 1971–1974 byl předsedou českého vysokoškolského ústředí Socialistického svazu mládeže, v letech 1974–1977 pak předsedou českého Ústředního výboru Socialistického svazu mládeže a místopředsedou federálního ÚV SSM. V období let 1977–1982 zastával post předsedy federálního Ústředního výboru Socialistického svazu mládeže. Zároveň v letech 1973–1982 působil coby člen předsednictva Ústředního výboru Národní fronty České socialistické republiky.
Zastával rovněž vysoké posty v komunistické straně. V letech 1982–1984 byl zástupcem vedoucího a od roku 1984 vedoucím oddělení školství a vědy Ústředního výboru Komunistické strany Československa. XV. sjezd KSČ ho zvolil kandidátem Ústředního výboru Komunistické strany Československa. Na postu kandidáta ÚV KSČ ho potvrdil XVI. sjezd KSČ. Členem ÚV KSČ ho zvolil XVII. sjezd KSČ. V období říjen – listopad 1989 byl navíc členem a tajemníkem Výboru pro stranickou práci v České socialistické republice.
V 70. letech pokračoval i jeho akademická kariéra. Získal dva akademické tituly PhDr. na Filozofické fakultě Univerzity Jana Evangelisty Purkyně v Brně (1973) a titul CSc. na Vysoké škole politické při ÚV KSČ v Praze (1976).
Zasedal v zákonodárných sborech. Ve volbách roku 1976 byl zvolen do České národní rady. Ve volbách roku 1981 zasedl za KSČ do české části Sněmovny národů (volební obvod č. 47 – Brno-město I, Jihomoravský kraj). Ve Federálním shromáždění setrval do konce funkčního období, tedy do voleb roku 1986.